# Бархатная революция
Ба́рхатная револю́ция (чеш. sametová revoluce), в Словакии известная как Нежная революция (словац. nežná revolúcia) — серия мирных гражданских протестов в социалистической Чехословакии в ноябре — декабре 1989 года, являвшаяся одной из составляющих революций 1989 года в Центральной и Восточной Европе. Привела к сравнительно быстрому отстранению от власти коммунистической партии и организованному демонтажу социалистического строя ЧССР. Несмотря на первоначальные столкновения демонстрантов с силовыми структурами КПЧ, в целом революция осуществилась бескровно, в связи с чем и получила своё название.
В Чехословакии социалистический режим существовал с 1948 года. Первые попытки реформ действовавшего режима, получившие название «Пражская весна», были сорваны вводом войск стран-участниц Организации Варшавского договора в августе 1968 года. С 1969 по 1989 год страной на должности сначала генерального секретаря ЦК КПЧ, а затем и на должности президента страны руководил Густав Гусак. После смещения социалистических режимов в Польше, Венгрии и ГДР, в Чехословакии стали расти протестные настроения. 17 ноября 1989 года в Праге прошла студенческая демонстрация, которая быстро приобрела политические лозунги против действовавшего режима. После того, как разошлись слухи об убийстве во время демонстрации одного из студентов, протесты и забастовки стали принимать массовый характер. 24 ноября 1989 года в отставку уходит весь Президиум и Секретариат ЦК КПЧ во главе с генеральным секретарём Милошем Якешем. 29 ноября 1989 года на чрезвычайной сессии обеих палат Федерального собрания Чехословакии было отменено право КПЧ на монополию на власть. 10 декабря Густав Гусак принял первое с 1948 года правительство страны, состоящее на половину из оппозиционных политиков, а затем ушёл в отставку. Обязанности президента до 29 декабря временно исполнял Мариан Чалфа, председатель правительства страны. 29 декабря 1989 года парламент страны избрал лидера «Пражской весны» Александра Дубчека на пост председателя Федерального собрания, а диссидента Вацлава Гавела — на должность президента страны. 29 марта 1990 года страна была переименована в Чешскую и Словацкую Федеративную Республику, что поставило точку на истории социалистической Чехословакии.

## Хронология событий
- 17 ноября — массовая студенческая демонстрация
- 18 ноября — к акциям студентов присоединилась творческая интеллигенция из театров.
- 21 ноября — оппозицию поддержал примас Чехии, архиепископ Пражский кардинал Франтишек Томашек.
- 23 ноября — многотысячная рабочая демонстрация в поддержку студентов на Вацлавской площади.
- 24-25 ноября — чрезвычайный пленум ЦК КПЧ, коллективная отставка Президиума и Секретариата ЦК, резкое обновление состава (в новый состав, в частности, не вошли президент страны и бывший генсек Густав Гусак и глава правительства Ладислав Адамец) и избрание Карела Урбанека новым генеральным секретарём ЦК КПЧ.
- 27 ноября — общенациональная забастовка с требованием отказа компартии от однопартийного правления.
- 28 ноября — переговоры лидеров Гражданского форума с представителями правительства ЧССР; рабочий лидер кузнец Петр Миллер требует от премьера Ладислава Адамеца отставки кабинета.
- 29 ноября — Парламент отменил статью конституции о ведущей роли КПЧ.
- 10 декабря — Густав Гусак поручил Мариану Чалфе сформировать первое с 1948 года некоммунистическое правительство, после чего ушёл в отставку.
- 21 декабря — экстренно созванный съезд КПЧ избрал новое руководство (Ладислав Адамец, Василь Могорита), заявил о признании партией принципов демократии, отмежевался от идеологии сталинизма, распустил партийные вооружённые формирования.
- 29 декабря — Парламент избрал Вацлава Гавела на должность президента.

## Развитие событий
В 1988 году начались первые открытые проявления оппозиционных настроений в обществе, в виде манифестаций по юбилейным датам истории страны (1918, 1938, 1968), разогнанных полицией. Первым выступлением стала демонстрация со свечами в Братиславе 25 марта 1988 года, организованная католическими активистами, которая была рассеяна полицией. В Праге несмотря на запрет властей были проведены демонстрации 21 августа в память 20-летия оккупации страны членами Варшавского договора и 28 октября в память 70-летия провозглашения независимости Чехословакии, также решительно подавленные полицией. Однако заявка на проведение митинга 10 декабря (день 40-летия принятия Всеобщей декларации прав человека) была неожиданно удовлетворена городским комитетом КПЧ, возглавляемым Мирославом Штепаном, в основном по причине проходящего тогда же государственного визита президента Франции Франсуа Миттерана, который накануне пригласил на приём в посольство нескольких деятелей оппозиции, включая Вацлава Гавела; условия сводились только к его проведению не на центральных площадях города. На митинг в районе Жижков собралось около 3000 человек, и если выступления первых ораторов были достаточно умеренными, то довольно быстро они перешли к требованиям отставки КПЧ от власти и даже восстановления монархии. В результате Мирославу Штепану было вынесено серьёзное предупреждение на заседании Президиума ЦК КПЧ, что, видимо, объясняет его дальнейшую позицию.
В январе 1989 года, с 15 по 24 января, при поддержке церкви была организована серия массовых манифестаций, формально посвящённых 20-летнему юбилею самосожжения студента Яна Палаха; власти ответили необычно жёсткой реакцией: разгоном с использованием дубинок, водомётов и слезоточивых газов, унизительными условиями задержания, массовыми арестами и приговорами суда (всего было привлечено к различным мерам наказания до 800 человек, среди которых был и Вацлав Гавел, приговоренный к 21 месяцу тюремного заключения).
Примерно с осени 1989 года начался процесс демонтажа социалистической системы, сопровождаемый массированными демонстрациями. Вечером 16 ноября в Братиславе состоялось протестное шествие студентов, в котором приняло участие около 300 человек. Местом встречи была площадь Мира (ныне площадь Годжи), откуда колонна прошла на площадь Словацкого национального восстания, где тогда находилось Министерство образования. Демонстрация постепенно переросла в общественную дискуссию на площади Гвездослава, после чего толпа студентов постепенно разошлась. Официальной целью шествия был протест против проекта закона о высшем образовании, и за академические свободы. Однако, протестующие требовали и освобождения из заключения политика Яна Чарногурского, настоящую демократию, свободу перемещений и т. д.
Начало революции положила студенческая демонстрация 17 ноября, в годовщину похорон Яна Оплетала (чешского студента, погибшего в 1939 году во время протестов против нацистской оккупации Чехословакии), сперва проходившая под сугубо студенческими лозунгами, потом приобретшая политическое звучание, разогнанная полицией.
Детонатором антиправительственных выступлений стали слухи, распространившиеся днём позже, об убийстве одного из студентов. «Жертвой» стал студент Мартин Шмид, который якобы погиб в результате применения силы полицией при разгоне демонстрации. В действительности убитого студента изображал лейтенант госбезопасности Людвик Зифчак, который утверждает, что получил приказ сделать это лично от генерал-лейтенанта Алоиза Лоренца. В научной литературе до сих пор интенсивно обсуждается версия о роли чехословацких спецслужб и реформистского крыла компартии (предположительно во главе этих сил стоял Любомир Штроугал) в организации демонстраций. Как стало известно позднее, источником этих слухов стала некая Драгомира Дражска, вахтёр студенческого общежития, которая приняла участие в демонстрации и в ходе её разгона получила несколько ударов резиновой дубинкой. Рассерженная тем, что в больнице ей не сразу оказали помощь от ушибов, она выдумала и рассказала в приёмном покое больницы историю о том, что действительно или мнимо потерявший сознание Зифчак на самом деле был убит (она была свидетелем погружения его в беспомощном состоянии в машину скорой помощи и назвала по памяти одну из фамилий студентов, ей известных). На следующий день она повторила свою версию жене диссидента Петера Уля, через которого это сообщение попало на радио «Свободная Европа» и тем самым стало известно широкой публике.
Член парламентской комиссии Вацлав Бартушка, занимавшейся расследованием, опубликовал по его материалам специальную книгу под названием «Полуясно». В ней он заявил, что «в процессе работы ему и его коллегам постоянно приходилось натыкаться на „след КГБ“. Высшие офицеры госбезопасности ЧССР признавали, что поддерживали тесный контакт с московскими коллегами в период роковых событий».
20 ноября возбужденные известием о гибели «Шмида» студенты столицы объявили забастовку, которую сразу же в течение первого дня, поддержали практически все высшие учебные заведения страны. Одновременно в центре Праги и в других городах начались массовые демонстрации (в столице ежедневное количество их участников достигало четверти миллиона человек). К акциям студентов присоединились представители интеллигенции, а впоследствии и коллективы многих предприятий страны.
Лидеры неофициальных группировок, которые образовали в Чехии и Моравии политическое движение «Гражданский форум» (в Словакии аналогичное движение получило название «Общественность против насилия» (ОПН)), возглавили народное недовольство, сумели придать ему организованный характер и в течение нескольких недель добиться коренных изменений в общественно-политической жизни Чехословакии.
21 ноября оппозицию поддержал примас Чехии, архиепископ Пражский кардинал Франтишек Томашек.
23 ноября к студентам присоединились рабочие, явившиеся многотысячной демонстрацией на Вацлавскую площадь.
Среди руководителей КПЧ были сторонники силового подавления протестов, прежде всего секретарь Пражского горкома Мирослав Штепан. На их сторону склонялся министр обороны генерал Милан Вацлавик. Однако начальник генерального штаба генерал Мирослав Вацек выступил категорически против и однозначно дал понять, что армия не позволит применить оружие против демонстрантов. Тем самым вопрос был снят. Сторонники компромиссных решений — Любомир Штроугал, Ладислав Адамец, Василь Могорита — обрели силовую опору. Под давлением оппозиции и массовых демонстраций 24 ноября руководство Коммунистической партии Чехословакии во главе с Милошем Якешем ушло в отставку. Новым генеральным секретарем партии был избран Карел Урбанек.
На пятый день демонстраций протеста ушло в отставку политбюро ЦК КПЧ. Оппозиции предложили четвертую часть мест в новом правительстве, но это предложение не было принято. Поскольку новое правительство отказалось безоговорочно передать власть оппозиции, она перешла к следующему акту революции.
26 ноября в центре Праги состоялся грандиозный митинг.
27 ноября день началась всеобщая забастовка, поддерживаемая миллионами граждан (для большинства коллективов она длилась 2 часа, которые люди обязались отработать). Телевидение вело репортаж об этом из разных городов, на экране периодически был текст: «Мы, работники телевидения, поддерживаем забастовку. Наша трансляция — форма участия в ней». Перестали работать не только заводы и фабрики, но и учреждения, магазины, рестораны, метро. О своей поддержке забастовки заявили такие работники непрерывного производства и действия, как персонал электростанций, медики, пожарные, пекари. Стала очевидной невозможность силового подавления протестов, которого в предыдущие дни добивалось консервативное крыло КПЧ во главе с Мирославом Штепаном, также ушедшим в отставку.
Новое руководство КПЧ попыталось войти в контакт с лидерами протестного движения. Посреднические услуги ещё с весны предлагала группа «Инициатива Мост», созданная поэтом Михаилом Горачеком и рокером Михаилом Коцабом. Генеральный секретарь Карел Урбанек и премьер-министр Ладислав Адамец (считавшийся единомышленником Штроугала) рассчитывали договориться о разделе власти с сохранением ключевых позиций за «обновлённой» КПЧ. Однако эти расчёты не оправдались.
28 ноября состоялась встреча делегации правительства Чехословакии и правящего Народного Фронта с представителями оппозиционного Гражданского форума. Правительственную делегацию возглавлял Ладислав Адамец, оппозиционную — Вацлав Гавел. Лидер рабочего движения Петр Миллер потребовал отставки правительства ЧССР. По итогам встречи было принято решение об отмене закреплённого в конституции положения о руководящей роли коммунистической партии. 29 ноября чрезвычайная совместная сессия обеих палат Федерального собрания ЧССР отменила эту статью.
30 ноября подал в отставку председатель Словацкого национального совета Вильям Шалгович — знаковая фигура, активный участник подавления Пражской весны (6 февраля 1990 Шалгович покончил с собой, что явилось своего рода символическим действием).

3 декабря было резко обновлено правительство. Первым заместителем председателя правительства стал Мариан Чалфа (функционер аппарата правительства ЧССР, известный реформаторскими настроениями), заместителем председателя — беспартийный доктор богословия Й. Громадка, новыми министрами обороны и внутренних дел — члены КПЧ М. Вацек и Ф. Пинц. В правительство также вошли представители Социалистической и Народной партий, ряд беспартийных. На первом же заседании правительство приняло следующий документ: 
Правительство ЧССР рассматривает ввод войск пяти государств Варшавского Договора в Чехословакию в 1968 году как нарушение норм отношений между суверенными государствами. Федеральное правительство поручает своему председателю Л. Адамецу ознакомить с этой позицией Советское правительство. Одновременно федеральное правительство предлагает правительству Советского Союза начать переговоры о межправительственном договоре о временном пребывании советских войск на территории ЧССР. Вести эти переговоры уполномочен министр иностранных дел Я. Йоханес.
10 декабря президент Чехословакии Густав Гусак поручил М. Чалфе сформировать новое правительство национального согласия. В новом кабинете коммунисты и оппозиция получили одинаковое количество мест. В тот же день Гусак ушёл в отставку. В исполнение обязанностей главы государства вступил М. Чалфа.
Новый премьер-министр, несмотря на формальное членство в КПЧ, ориентировался на революционные преобразования — при условии сохранения собственных позиций во власти. Он провёл конфиденциальные переговоры с Вацлавом Гавелом. Была достигнута договорённость, в соответствии с которой Чалфа лоббировал избрание Гавела на пост президента, Гавел сохранял за Чалфой премьерство, а Гражданский форум признавал КПЧ легальной политической силой в новой Чехословакии.
Была осуществлена «реконструкция» парламента, где КПЧ утратила большинство. Прекратили свою деятельность органы и организации КПЧ в армии, пограничных войсках, войсках МВД, корпусе национальной безопасности, органах прокуратуры, юстиции и др.
На своём внеочередном съезде (20-21 декабря) КПЧ отказалась от существовавшей ранее модели партии и общества. Была принята программа действий КПЧ «За демократическое социалистическое общество». Отменён партийный устав, вместо этого принят демократичный временный регламент. Радикально сокращён аппарат партии, распущены партийные вооружённые формирования. Пересмотрена оценка событий 1968—1969 годов, объявлено о намерении выработать новый взгляд на историю партии, начиная с момента её образования. Ряд бывших руководителей КПЧ исключён из партии; Мирослав Штепан арестован и осуждён за злоупотребление властью.
Изменение политической системы повлекло за собой стремительное вхождение новых лиц в состав государственной элиты. Ядро этой новой политической элиты составили чехословацкие диссиденты 1970—1980-х годов (прежде всего Вацлав Гавел), реформаторски настроенные функционеры КПЧ (типичные примеры — Александр Дубчек, Мариан Чалфа), а также представители статусной интеллигенции и консультативного аппарата прежних партийно-государственных структур (знаковая фигура — Вацлав Клаус).
29 декабря 1989 года реорганизованный парламент — при активном вмешательстве премьера Чалфы — избрал своим председателем Александра Дубчека, главного инициатора курса реформ 1968—1969 годов, известных как «Пражская весна», а президентом ЧССР — писателя, правозащитника, главу «Гражданского форума» Вацлава Гавела. Новое руководство Чехословакии приняло курс на утверждение политического плюрализма и рыночной экономики.

## Результаты Бархатной революции
Успех Бархатной революции был обеспечен благоприятной международной обстановкой и переменами в рамках стран СЭВ и ОВД (Круглый стол в Польше, ликвидация «железного занавеса» на границе между Венгрией и Австрией, падение Берлинской стены и «перестройка» в СССР, завершившаяся формированием официальной оппозиции на Первом съезде народных депутатов).
Победа новых политических сил привела к восстановлению законодательной и исполнительной власти на федеральном уровне и местных органов власти. В июне 1990 года были проведены выборы в Федеральное собрание, в ноябре 1990 года — в местные советы.
В предвыборный период «Гражданский форум» и ОПН трансформировались в движение, объединившее беспартийных граждан и мелкие партии. Возрождённые партии, а также те, которые играли второстепенную роль при коммунистах, развернули с «Гражданским форумом» и ОПН борьбу на конкурентной основе. В 1990 году в Чехословакии насчитывалось уже около 40 партий.
29 марта 1990 года Федеральное собрание отменило старое название страны — Чехословацкая Социалистическая Республика; в апреле оно было заменено новым названием — Чешская и Словацкая Федеративная Республика. С 1 января 1993 года существуют два независимых государства — Чешская и Словацкая республики.
В Чехии и Словакии день 17 ноября объявлен Днём борьбы за свободу и демократию.

## Происхождение названия
Откуда произошло название «Бархатная революция», доподлинно неизвестно. Петр Питгарт утверждает, что название было придумано иностранными журналистами. По другой информации, автором термина стала пресс-секретарь Гражданского форума Рита Климова (первая супруга Зденека Млынаржа, в 1990—1991 посол Чехословакии в США).
В Словакии этот термин не употреблялся: от начала событий использовалось название «Нежная революция». Это выражение в контексте «Та ваша революция — такая другая, такая нежная» впервые публично употребил Владимир Минач в телевизионной беседе со студентами в ноябре 1989.

## Другие значения
Термин «Бархатная революция» применяется и в других восточноевропейских странах, где в конце 1980-х — начале 1990-х произошёл бескровный (исключение — Румыния) переход от социалистической системы к либеральной (см. Революции 1989 года). Впоследствии термин «Бархатная революция» стал применяться для обозначения ненасильственной революции вообще. Схожим нарицательным значением стал обладать термин «Цветная революция».

## В кино
- Коля (фильм)